# إد فيرارا
إد فيرارا (بالإنجليزية: Ed Ferrara)‏ هو مصارع رياضي وكاتب سيناريو أمريكي، ولد في 22 نوفمبر 1966 في Bowie, Arizona ‏ في الولايات المتحدة.

## وصلات خارجية
- إد فيرارا على موقع CageMatch worker (الإنجليزية)
- إد فيرارا على موقع قاعدة بيانات المصارعة على الإنترنت (الإنجليزية)
- إد فيرارا على موقع عالم المصارعة على الإنترنت (الإنجليزية)
- إد فيرارا على موقع عالم المصارعة على الإنترنت (الإنجليزية)

- إد فيرارا على موقع IMDb (الإنجليزية)
- إد فيرارا على موقع قاعدة بيانات الفيلم (الإنجليزية)